# SC 코린치앙스 파울리스타
스포르트 클루브 코린치앙스 파울리스타(포르투갈어: Sport Club Corinthians Paulista), 약칭 코린치앙스(Corinthians)는 브라질 상파울루의 종합 스포츠 클럽이며, 그 중 축구 클럽이 가장 유명하다. 현재 전국 1부 리그 캄페오나투 브라질레이루 세리이 A와 상파울루의 주리그 캄페오나투 파울리스타에 참가하고 있다.
1910년 9월 1일 상파울루의 철도회사 노동자들 다섯 명이 모여 창단되었으며, 구단명 "코린치앙스"는 잉글랜드 런던의 축구 클럽 코린시언 FC로부터 착안되었다. 창단 이후 끊임없이 성장한 코린치앙스는 브라질에서 성공한 축구 클럽 가운데 하나로 꼽히고 있으며, 캄페오나투 파울리스타 우승 28회, 세리이 A 우승 7회, 코파 두 브라질 우승 3회, 코파 리베르타도레스 우승 1회, FIFA 클럽 월드컵 우승 2회의 기록을 갖고 있다. 포브스에 따르면, 코린치앙스는 약 6억불의 구단 가치를 지니고 있으며, 이는 남미에서 가장 구단 가치가 높은 것으로 기록되었다. 구단의 연고지인 상파울루에 3,000만 명 이상의 축구팬을 보유하고 있는데, 이는 상파울루주에서 가장 많은 축구 팬 수 기록이며, 브라질 내에서는 CR 플라멩구와 함께 가장 많은 축구 팬 수 기록이다.
코린치앙스 파울리스타는 1920년부터 전통적으로 흰색 티셔츠와 검은색 바지, 그리고 흰색 양말을 신어왔다. 구단의 앰블럼은 1939년 프란시스쿠 헤볼루에 의해 디자인되었다. 앰블럼의 정중앙에는 상파울루주의 주기가 들어갔고, 그 주변에는 닻과 두개의 노가 곁들여졌다. 이는 종합 스포츠 클럽인 코린치앙스 파울리스타가 수상 스포츠에서의 성공을 거두었고, 축구단 또한 이와 같은 성공을 하길 기원하는 의미로 앰블럼에 그려졌다. 구단의 대표적인 라이벌들은 SE 파우메이라스와 상파울루 FC, 산투스 FC이다.미치광이들

## 역사

### 노동자의 클럽: 1910년대

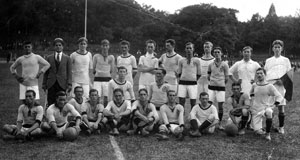
1914년 코린치앙스

1910년 축구는 브라질의 엘리트 스포츠로 자리를 잡았다. 이 시기에 브라질 상위 계층의 사람들이 모여 축구 구단을 형성하기 시작하고 있었으며, CA 파울리스타누, 상파울루 AC, AA 다스 파우메이라스가 그 팀들이었다. 하위 계층들은 그러한 거대 클럽 대신 진흙탕 축구를 하는 중소 구단만을 소유하고 있었다.
1910년 8월 31일 상파울루의 봉헤치루에 살고 있던 상파울루 철도회사의 노동자 다섯명이 모였다. 그들은 도색공이었던 호아킴 암브로세와 안토니 페레이라, 제화공이었던 라파엘 페로네, 운전수였던 안셀모 코레이라, 일반노동자였던 카를로스 실바이었으며, 당시 브라질에 투어를 온 영국 런던의 축구 클럽 코린시언 FC의 경기를 보고 있었다. 다섯 명의 노동자들은 새로운 구단에 대한 아이디어와 꿈, 그리고 세부적인 계획에 대해 논하였다. 다음날 1910년 9월 1일 오후 8시 30분 후아 두스 이미그란치스 거리의 한 석유등 아래에서 다섯 명의 노동자들이 다시 모였다. 비가 쏟아지던 그 날 밤, 코린치앙스 파울리스타가 탄생하였으며, 미구엘 바탈리아가 초대 회장으로 선출되었다.
1910년 9월 10일 상파울루의 아마추어 축구단인 우니앙 다 라파와 역사적인 첫 경기를 가졌으며, 0-1로 코린치앙스가 패배하였다. 9월 14일 또 다른 상파울루의 아마추어 축구단인 이스트렐라 폴라르를 상대로 루이스 파비가 코린치앙스의 역사적인 첫 득점을 성공시켰으며, 경기는 2-0으로 종료되며 코린치앙스의 역사적인 첫 승리를 가져왔다.
구단은 서서히 좋은 성적을 거두어 가며 성장했고, 서포터들을 늘려나갔다. 이후 코린치앙스는 리가 파울리스타에 참여하였고, 1913년에는 상파울루 주 리그에 처음으로 참여하게 되었다. 놀랍게도 참가 2년차였던 1914년 코린치앙스는 상파울루 주의 챔피언이 되었다.

### 최고의 브라질 클럽: 1920~30년대

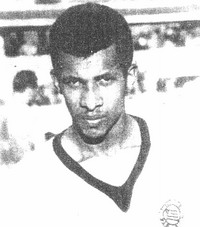
코린치앙스의 전설적인 공격수 텔레쿠. 246경기에 251골을 기록하였고, 파울리스탕 1935, 1936, 1937, 1939, 1941 시즌에 득점왕을 수상하였다. 그의 별명은 왕의 귀환 (O rei das viradas)이었다.

1922년 브라질의 독립 100주년이었던 그 때, 코린치앙스의 상파울루 주 리그 패권 장악이 시작되었다. 당시 브라질 축구는 리우데자네이루주와 상파울루주에서만 주로 행해졌기에, 그 두 주의 챔피언이 그 해의 최고의 브라질 클럽으로 인정되고 있었다. 코린치앙스 파울리스타는 리우데자네이루의 챔피언 아메리카 FC를 꺾으며, 브라질 최강의 클럽으로 우뚝 서기 시작하였다. 또한 1922년에는 최초로 3년 연속 주리그 타이틀을 거머쥐었으며, 코린치앙스는 1928년부터 1930년, 1937년부터 1939년에 3년 연속 우승을 두차례나 더 기록하였다.

### 트로피 수집가: 1940~50년대
그러나 코린치앙스는 1941년에 상파울루 주 리그에서 우승을 차지했지만, 10년 뒤인 1951년에야 다시 우승 트로피를 들어올릴 수 있었다. 하지만 1951년의 우승은 상파울루 대회에서 역사적인 순간을 만들었는데, 이 때 코린치앙스는 30경기에서 103골을 기록하며 경기당 3.43 골을 기록하였다. 당시 대회 최다 득점자로 카르보니가 등극했으며, 혼자서 30골을 기록하였다. 구단은 1952년과 1954년 캄페오나투 파울리스타에서 우승을 차지했으며, 1950년과 1953년, 1954년에는 토르네이우 리우-상파울루, 1954년 상파울루 100주년 컵대회에서 우승을 차지하였다.
1953년에는 베네수엘라 카라카스에서 작은 형태의 세계 클럽 챔피언십이 열렸는데, 브라질 대표로 코린치앙스가 출격하게 되었다. 코린치앙스는 6경기를 치렀으며 모든 경기에서 승리를 거두어 챔피언에 올랐다. 이탈리아의 AS 로마를 상대로 1-0과 3-1승, 스페인의 FC 바르셀로나를 상대로 3-2와 1-0 승, 베네수엘라의 셀렉시온 카라카스에게 2-1과 2-0 승리를 거두었다.

### 침체기: 1960~80년대
1954년 상파울루 100주년 컵대회 우승을 마지막으로, 코린치앙스는 1977년 캄페오나투 파울리스타에서 우승을 차지하기까지 23년 간 무관을 기록하며, 긴 침체의 늪에 빠졌다.

### 황금기와 위기: 1990~2000년대
1990년 코린치앙스는 브라질의 전국 1부 리그인 캄페오나투 브라질레이루 세리이 A에서 그들의 라이벌인 상파울루 FC를 그들의 홈 이스타지우 두 모룸비에서 꺾고, 역사적인 첫 우승을 차지하였다. 같은 해 CR 플라멩구를 꺾고 수페르코파 두 브라질에서 우승을 차지하기도 하였다. 1995년 포르투알레그리의 이스타지우 올림피쿠 모누멘타우에서 그레미우를 꺾고 코파 두 브라질에서 우승을 차지하였다. 같은 해 캄페오나투 파울리스타에서도 우승을 차지하였으며, 1996년에 하몬 지 카란사 트로피, 1997년과 1999년에도 파울리스탕 트로피를 들어올렸다. 또한 1998년과 1999년에 전국 리그 트로피를 다시 들어올렸다.
2000년에는 FIFA 클럽 월드컵의 첫 대회에서 모로코의 라자 카사블랑카, 사우디아라비아의 알나스르, 스페인의 레알 마드리드 CF를 격파하였으며, 같은 브라질 팀인 CR 바스쿠 다 가마를 결승전에서 꺾고 첫 우승팀으로 기록되었다. 2001년과 2003년에 캄페오나투 파울리스타 우승, 2002년 코파 두 브라질과 토르네이우 리우-상파울루 우승을 기록하기도 하였다.
그러나 2004년 구단은 재정적인 어려움을 겪으며, 상당한 위기를 맞이하게 되었다. 재정적인 문제로 인하여, 2003년과 2004년 전국리그와 주리그에서 형편없는 경기력이 나오기 시작했고, 수많은 팬들은 걱정을 하기 시작하였다. 다행히도 치치 감독의 힘으로 어려운 구단을 이끌어 전국 리그 5위를 기록하여, 코파 수다메리카나에 진출할 수 있었다.
구단의 재정 문제를 해결하기 위해 코린치앙스의 회장 아우베르투 두알리브는 미디어 스포츠 인베스트먼트(MSI)와 논란의 여지가 있는 투자 유치 계약을 체결하였다. MSI와의 계약으로 구단의 자금 사정이 나아졌으며, 이 자금으로 카를로스 테베스, 하비에르 마스체라노, 카를루스 아우베르투 지 제주스 등을 영입할 수 있었다. 그러나 MSI의 투자에도 불구하고, 코린치앙스는 2005년 파울리스탕과 브라질 세리이 A에서 좋지 않은 성적으로 시작하였다. 다니에우 파사렐라 감독의 경질 이후, 구단은 좋은 성적으로 마무리 짓는데 성공하였다. 당시 코린치앙스의 감독들은 MSI와의 관계가 좋지 않았으며, 코파 리베르타도레스 탈락 이후 투자가 현저하게 줄어들었고, 2006년을 마지막으로 MSI와의 계약 관계가 종료되었다. 악재의 연속이었던 코린치앙스는 결국 캄페오나투 브라질레이루 세리이 A 2007 시즌 12월 2일 그레미우와의 경기 이후, 캄페오나투 브라질레이루 세리이 B로 강등되었다. 그래도 세리이 B 2008 시즌 우승을 차지하며, 코린치앙스는 곧바로 세리이 A에 복귀할 수 있었다.

### 거인의 부활: 2000~2010년대

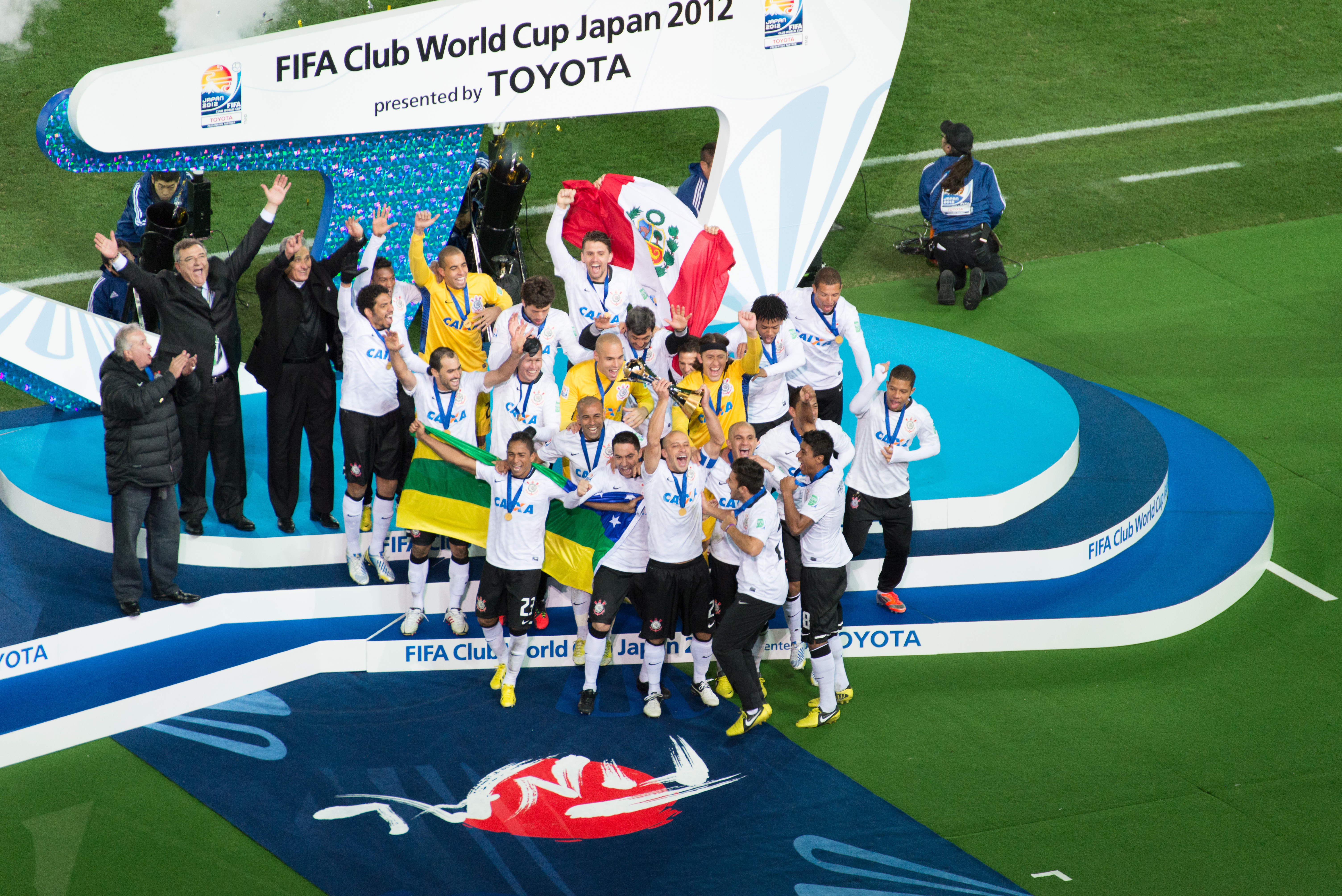
2012 우승 당시.

1부 복귀 이후 코린치앙스는 브라질의 세계적인 축구 스타 호나우두를 영입하였다. 2009년 호나우두와 함께 구단의 26번째 캄페오나투 파울리스타와 세번째 코파 두 브라질 트로피를 들어올렸다. 캄페오나투 브라질레이루 세리이 A 2010 시즌에는 3위를 기록하며 코파 리베르타도레스 티켓을 거머쥐었다. 코파 리베르타도레스에서 콜롬비아의 데포르테스 톨리마에게 탈락한 이후, 호나우두의 은퇴가 이루어졌다. 그의 공백을 메우기 위해, 구단은 아드리아누를 영입하였고, 캄페오나투 브라질레이루 세리이 A 2011 시즌 코린치앙스는 다섯번째 전국 리그 트로피를 들어올렸다.
코파 리베르타도레스 2012에서 코린치앙스는 결승전에서 아르헨티나의 보카 주니어스를 꺾고 무패 우승으로 첫 대륙 대회 트로피를 들어올렸다. 2012년 12월 16일 FIFA 클럽 월드컵에서 잉글랜드의 첼시 FC를 꺾고, 두번째 클럽 월드컵 우승을 달성하였다.

## 라이벌

### 데르비 파울리스타
코린치앙스 파울리스타와 SE 파우메이라스와의 라이벌전은 브라질의 대표적인 더비 매치이다. 파우메이라스는 이탈리아인들에 의해 창단되었는데, 이러한 그들의 탄생 배경으로 하여금 코린치앙스 팬들과의 앙숙 관계가 지금까지 이어져오고 있다.

### 클라시쿠 마제스토수
클라시쿠 마제스토수는 코린치앙스와 상파울루 FC와의 경기를 일컬으며, 1935년 상파울루 FC의 재창단 이후 진행되어 오고 있다. 두 구단은 상파울루 주에서 가장 많은 팬을 보유하고 있는 두 팀이다.

### 클라시쿠 아우비네그루
클라시쿠 아우비네그루는 코린치앙스와 산투스 FC와의 경기를 일컬으며, 같은 팀 컬러를 가진 두 팀의 특징을 본 따 명칭이 정해졌다. 아우비(Alvi)는 하얀색을 뜻하는 라틴어이며, 네그루(Negro)는 검은색을 뜻한다.

## 선수 명단

### 현역
2025년 6월 10일 기준

참고: FIFA 자격 규정에 따라 소속된 국가대표팀 국기를 표시합니다. 선수는 복수의 FIFA 비회원국 국적을 가지고 있을 수 있습니다.
| 번호 | 포지션 | 국적     | 이름            |
| ---- | ------ | -------- | --------------- |
| 1    | GK     |          | 우구 수자       |
| 2    | DF     |          | 마테우지뉴      |
| 5    | DF     |          | 안드레 하말류   |
| 7    | MF     |          | 마이콩          |
| 11   | FW     | 파라과이 | 앙헬 로메로     |
| 14   | MF     |          | 라니엘레        |
| 21   | DF     |          | 마테우스 비두   |
| 25   | DF     |          | 카카            |
| 27   | MF     |          | 브레누 비동     |
| 31   | FW     |          | 케이크 페라리   |
| 32   | GK     |          | 마테우스 도넬리 |
| 33   | DF     |          | 레오 마나       |
| 35   | MF     |          | 찰스            |

| 번호 | 포지션 | 국적 | 이름        |
| ---- | ------ | ---- | ----------- |
| 40   | GK     |      | 펠리페 롱고 |

## 역대 감독
| 감독                     | 임기      |
| ------------------------ | --------- |
| 네쿠                     | 1920      |
| 네쿠                     | 1927      |
| 네쿠                     | 1937~1938 |
| 마누엘 플레이타스 솔리치 | 1962      |
| 자이르 페헤이라          | 1988      |
| 네우시뉴 바프치스타      | 1990~1991 |
| 네우시뉴 바프치스타      | 1992~1993 |
| 자이르 페헤이라          | 1994      |
| 네우시뉴 바프치스타      | 1996~1997 |
| 반데를레이 루셈부르구    | 1998      |
| 오즈와우두 지 올리베이라 | 1999~2000 |
| 반데를레이 루셈부르구    | 2001      |
| 오즈와우두 지 올리베이라 | 2004      |
| 다니엘 파사레야          | 2005      |
| 네우시뉴 바프치스타      | 2007      |
| 아지우송 지아스 바치스타 | 2010      |
| 마누 메네지스            | 2014      |
| 오즈와우두 지 올리베이라 | 2016      |
| 시우비뉴                 | 2021~2022 |
| 비토르 페레이라          | 2022      |
| 마누 메네지스            | 2023~2024 |

## 성적

### 브라질 국내 대회
- 브라질 세리 A: 우승 6회 (1990, 1998, 1999, 2005, 2011, 2015)
- 브라질 세리 B: 우승 1회 (2008)
- 코파 두 브라질: 우승 3회 (1995, 2002, 2009)
- 캄페오나투 파울리스타: 우승 27회 (1914, 1916, 1922, 1923, 1924, 1928, 1929, 1930, 1937, 1938, 1939, 1941, 1951, 1952, 1954, 1977, 1979, 1982, 1983, 1988, 1995, 1997, 1999, 2001, 2003, 2009, 2013)

### 국제 대회
- FIFA 클럽 월드컵: 우승 2회 (2000, 2012)